# سبهان بن علي السبهان
الأمير سبهان بن علي السبهان، تولى إمارة الجوف عام 1331 هـ في إمارة ابن رشيد.

## حياته
مقاتل من رجال ابن رشيد وقد حكم ابن رشيد الجوف واستقرت الأوضاع وهذ شيء لم يألفه أهل الجوف الذين ذهبوا يستدعون النوري ابن شعلان ليحكمهم فجاء ابن شعلان ملبيَا الدعوة فعلم نائب ابن رشيد أمير الجوف سبهان بن علي السبهان بما قام به أهل الجوف فلم يسعه إلا ان جعل من مقر إمارته حصناً له ولجنوده ولحسن حظه ان القصر فيه بئر ماء كما فيه من المؤونة ماء يكفي لهؤلاء الجنود مدة محدودة وما زاد على هذه لمدة فسيكون حتماً على حساب ما يتحمله الجنود من صبر، كان الأمير سبهان على جانب كبير من المعرفة بأساليب الحروب فقام منذ اليوم

## وفاته
توفي الأمير سبهان بن علي السبهان في حائل عام 1337 هـ